# حافظه آب
حافظهٔ آب قابلیتی ادعایی برای آب است. طبق این ادعا، آب می‌تواند خواص موادی که در آن حلّ شده‌اند را، حتی بعد از دفعات زیاد رقیق شدن، به خاطر بسپارد. در هومئوپاتی ادعا می‌شود که با اتکا به حافظهٔ آب می‌توان از داروهایی استفاده کرد که آن‌قدر رقیق باشند که حتی یک مولکول از ماده اولیه در آن باقی نباشد. حافظهٔ آب با اصول علمی شیمی‌فیزیک ناسازگار است و مورد تأیید جامعه علمی نیست.
در سال ۱۹۸۸ نتایج تحقیقی جنجالی از تیم ژاک بنونیست در مجلهٔ نیچر منتشر شد که ادعا می‌کرد حافظهٔ آب را در شرایط آزمایشگاهی مشاهده کرده. به همراه این مقاله یادداشتی از جان مادوکس، سردبیر مجله منتشر شده بود که به توضیح می‌داد نیچر تیم مستقلی برای تکرار آزمایش مورد بحث ترتیب داده. همچنین خوانندگان توصیه شده بود تا تکرار نتیجهٔ این تحقیق، از قضاوت و نتیجه‌گیری خودداری کنند. از آن زمان تاکنون آزمایش‌های متعددی توسط تیم بنونیست، وزارت دفاع ایالات متحده آمریکا، برنامه افق بی‌بی‌سی و گروه‌های دیگر برای تأیید نتایج مقاله یادشده انجام شده. هیچ‌یک از این تلاش‌ها تاکنون موفق به تکرار نکنترل‌شده نگردیده.